# Наталин
Ната́лин — село в Україні, у Луцькому районі Волинської області. Входить до складу Городищенської сільської громади. Населення становить 191 особу.

## Історія
У 1906 році колонія Чаруківської волості Луцького повіту Волинської губернії. Відстань від повітового міста 40 верст, від волості 20. Дворів 43, мешканців 284.
19 липня 2020 року в результаті адміністративно-територіальної реформи та ліквідації Горохівського району село увійшло до складу новоутвореного Луцького району.

## Населення
Згідно з переписом УРСР 1989 року чисельність наявного населення села становила 190 осіб, з яких 86 чоловіків та 104 жінки.
За переписом населення України 2001 року в селі мешкало 190 осіб.

### Мова
Розподіл населення за рідною мовою за даними перепису 2001 року:
| Мова       | Відсоток |
| ---------- | -------- |
| українська | 98,95 %  |
| білоруська | 0,52 %   |
| російська  | 0,52 %   |